# Кокарев, Денис Сергеевич
Денис Сергеевич Кокарев (17 июня 1985, Калинин) — российский хоккеист, нападающий, чемпион мира 2012 года. Заслуженный мастер спорта России (с 21 мая 2012).

## Карьера
Воспитанник тверского хоккея. Начал профессиональную карьеру в 2003 году в составе родного тверского клуба Высшей лиги ТХК. В своём дебютном сезоне провёл на площадке 53 матча, набрав 10 (2+8) очков. В следующем году подписал контракт с клубом ХК МВД, с которым в том же сезоне завоевал право выступать в элитном российском дивизионе. Первые несколько лет не мог выйти на ведущие роли в клубе, однако, начиная с дебютного сезона Континентальной хоккейной лиги он стал одним из лидеров команды, с которой в сезоне 2009/10 он стал финалистом Кубка Гагарина.
Сразу после серебряного сезона подмосковный клуб был расформирован, и Кокарев последовал примеру многих своих одноклубников, заключив соглашение с московским «Динамо», в составе которого в сезоне 2010/11 в 60 проведённых матчах он сумел набрать 25 (8+17) очков.
17 июня 2019 года перешёл в московский «Спартак», подписав односторонний контракт до 30 апреля 2020 года. Кокарев провёл за клуб 51 матч в сезоне 2019/20, забросил три шайбы и сделал семь голевых передач. 30 апреля 2020 года в связи с истечением срока действия контракта покинул «Спартак».
В сентябре 2022 года подписал контракт с «Динамо-Молодечно» из белорусской экстралиги.
В мае 2023 года объявил о завершении игровой карьеры.

### В сборной
В составе сборной России Денис Кокарев принимал участие в этапах Еврохоккейтура в сезоне 2011/12, где в 9 проведённых матчах он набрал 1 (1+0) очко. После Евротура был приглашён на Чемпионат мира 2012 года, где в матче против сборной Финляндии забил свой первый гол в рамках чемпионатов мира. В итоге сборная России стала чемпионом мира.

## Достижения
- Финалист Кубка Гагарина 2010 в составе ХК МВД.
- Двукратный обладатель Кубка Гагарина сезонов 2011/12 и 2012/13 в составе Динамо Мск.
- Чемпион мира 2012 в составе сборной России.

## Статистика
| Легенда | Легенда                    | Легенда | Легенда                   | Легенда | Легенда    |
| ------- | -------------------------- | ------- | ------------------------- | ------- | ---------- |
| И       | Количество проведённых игр | Штр     | Штрафное время            | +/−     | Плюс-минус |
| Г       | Голы                       | П       | Голевые передачи          | О       | Очки       |
| -       | Статистика неизвестна      | —       | Статистика не учитывалась |         |            |